# Mariano Stabile (cantante)
Mariano Stabile (Palermo, 12 maggio 1888 – Milano, 11 gennaio 1968) è stato un baritono italiano.

## Biografia
Nipote del patriota omonimo che fu anche sindaco di Palermo.
Studiò al Conservatorio di Santa Cecilia a Roma, sotto la guida di Antonio Cotogni, ed esordì nel 1909 nella sua città natale nella Bohème e nell'Aida. Negli anni successivi si esibì sia in Italia sia all'estero ma il grande successo giunse nel 1921 quando Arturo Toscanini lo chiamò alla Scala di Milano per interpretare il ruolo di protagonista del Falstaff verdiano (opera che aveva già interpretato nel 1918 a Buenos Aires, ma nel ruolo di Ford). Proprio Falstaff diventò il suo cavallo di battaglia, impersonato circa 1 200 volte nei teatri di tutta Europa.
Il periodo tra le due guerre fu quello di massimo splendore per il baritono siciliano. Tra le sue interpretazioni dell'epoca va anche citata la prima del Belfagor di Respighi, nella stagione 1923 alla Scala.
Abbandonò le scene nel 1959 e negli ultimi anni si dedicò all'insegnamento tenendo un corso presso il conservatorio di Pesaro.
Nonostante alcune insufficienze nella voce (estensione limitata e timbro quasi tenorile), le sue interpretazioni furono sempre lineari, la sua dizione perfetta e la sua presenza scenica notevolissima.
Era sposato con il soprano Gemma Bosini ed è stato membro della Massoneria.
Riposa tumulato in un colombaro del Cimitero Maggiore di Milano.

## Repertorio
| Ruolo                   | Titolo                          | Autore           |
| ----------------------- | ------------------------------- | ---------------- |
| Sir Giorgio             | I puritani                      | Bellini          |
| Mefistofele             | La dannazione di Faust          | Berlioz          |
| Escamillo               | Carmen                          | Bizet            |
| Il Padre                | Luisa                           | Charpentier      |
| Dulcamara               | L'elisir d'amore                | Donizetti        |
| Dottor Malatesta        | Don Pasquale                    | Donizetti        |
| Plunkett                | Martha                          | Flotow           |
| Carlo Gérard            | Andrea Chénier                  | Giordano         |
| De Siriex               | Fedora                          | Giordano         |
| Neri Chiaramantesi      | La cena delle beffe             | Giordano         |
| Tonio/Taddeo            | Pagliacci                       | Leoncavallo      |
| Lescaut                 | Manon                           | Massenet         |
| Atanaele                | Thaïs                           | Massenet         |
| Conte di Nevers         | Gli ugonotti                    | Meyerbeer        |
| Conte d'Almaviva Figaro | Le nozze di Figaro              | Mozart           |
| Don Giovanni            | Don Giovanni                    | Mozart           |
| Don Alfonso             | Così fan tutte                  | Mozart           |
| Papageno                | Il flauto magico                | Mozart           |
| Tagliaferro             | La buona figliuola              | Piccinni         |
| Arlecchino              | Basi e Bote                     | Pick-Mangiagalli |
| Barnaba                 | La Gioconda                     | Ponchielli       |
| Lescaut                 | Manon Lescaut                   | Puccini          |
| Marcello                | La bohème                       | Puccini          |
| Barone Scarpia          | Tosca                           | Puccini          |
| Sharpless               | Madama Butterfly                | Puccini          |
| Jack Rance              | La fanciulla del West           | Puccini          |
| Gianni Schicchi         | Gianni Schicchi                 | Puccini          |
| Belfagor                | Belfagor                        | Respighi         |
| Prosdocimo              | Il turco in Italia              | Rossini          |
| Figaro                  | Il barbiere di Siviglia         | Rossini          |
| Il barbiere             | La donna silenziosa             | Strauss          |
| Rigoletto               | Rigoletto                       | Verdi            |
| Giorgio Germont         | La traviata                     | Verdi            |
| Amonasro                | Aida                            | Verdi            |
| Jago                    | Otello                          | Verdi            |
| Ford Sir John Falstaff  | Falstaff                        | Verdi            |
| Sixtus Beckmesser       | I maestri cantori di Norimberga | Wagner           |
| Gianciotto Malatesta    | Francesca da Rimini             | Zandonai         |